# Гергана Димитрова (народна певица)
Вижте пояснителната страница за други личности с името Гергана Димитрова.
Гергана Димитрова е българска народна певица – сопран, изпълнителка на народни песни от Плевенския край.

## Биография и творчество
Гергана Димитрова е родена на 27 февруари 1975 г. в гр. Плевен. Започва да учи музика на 9 години с гъдулка. През 1989 г. е приета в музикалното училище „Панайот Пипков“ в Плевен със специалност народно пеене. Завършва Средното музикално училище „Панайот Пипков“ в град Плевен и Музикална педагогика в Софийския университет „Св. Климент Охридски“. Дъщеря е на солиста на Северняшкия ансамбъл (Плевен) Димитър Димитров и певицата от ансамбъла Ненка Димитрова.
През 1994 г. постъпва в световноизвестния ансамбъл „Мистерията на българските гласове“ с диригент проф. Дора Христова. Успоредно с работата в хора, Гергана завършва Софийският университет „Св. Климент Охридски“ със специалност вокална педагогика. През 1996 г. тя и София Ковачева, Даниела Стоичкова и Евелина Спасова, създават „Ева Квартет“ заедно с диригента Милен Иванов. Песни на квартета са включени в четвъртия диск на Марсел Селие „Мистерията на българските гласове“. „Ева Квартет“ имат издадени няколко самостоятелни албума и един с Илия Луков – „Камбана“ (2000).
Гергана Димитрова има записи в БНР, участия във филми на БНТ, изнася концерти в България и много страни по света.
Репертоарът на певицата включва не само песни от Северна България, а родопски балади, църковни песнопения, възрожденски песни. Включва се успешно със солови песни в проектите „Дива река“ и „Булгара“. През 2013 година издава дебютен албум със заглавие „През очите на слънцето“ под артистичния псевдоним Белонога.
Също има 3 заснети музикални филма в Българската национална телевизия, два от които са с баща ѝ Димитър Димитров.
Гергана Димитрова е омъжена за кавалджията Костадин Генчев.

### Белонога: „През очите на слънцето“
Гергана Димитрова е позната на аудиторията като една от певиците от „Мистерията на българските гласове“ и „Ева Квартет“. Особено с Ева Квартет в последните 12 години тя участва в редица вокални проекти с музиканти от цял свят – Mola Syla, Haig Yazdijan, Unni Lovlid, Bea Palya групите Banda Adriatica, Amacord и A Filetta, композиторите Антони Дончев, Krzesimir Debski и Hector Zazou. Дългогодишното ѝ партньорство с Костадин Генчев я свързва с участия в проекта Дива Река и група Булгара.
Работата върху последния проект на Ева Квартет с Хектор Зазу – „Арката“, я вдъхновява да започне да реализира собствените си музикални идеи.
Работата по Белонога започва през 2009 година и едва през 2012 г. Гергана влиза в студио. Дълбокото познаване на българския фолклор и срещите през годините с архаичните музикални култури на аборигените и пигмеите водят до наслояване на музикални идеи.
В основата на проекта е и Алекс Нушев, който съвместно с Белонога през годините студийна работа реализира нейните идеи. Освен това участват: Костадин Генчев – кавали (създател и ръководител на групите Булгара и Дива Река), Виолета Петкова – гъдулка, Димитър Тишев – акордеон, Димитър Христов – тамбура и инструменталистът от Гърция Вангелис Карипис на перкусии. Специални гости на проекта са арменският певец и музикант Хайг Язджиян (уд, глас) и джазменът Анатоли Вапиров (саксофон). Проектът е смесен от Алекс Нушев и от Peter Walsh (работил и по „Арката“, а също – с Питър Гейбриъл, Pulp, Стиви Уондър и др.).
След успешни проекти, като албума на Иво Папазов „Панаир“ (награда за Папазов на BBC) и съвместния проект на Ева Квартет & Хектор Зазоу „Арката“, продуцентът Димитър Панев води с неконвенционални идеи този проект през многогодишен труд до ново музикално и звуково преживяване.